# Luz Saúde
Luz Saúde (portugiesisch für: Luz (Licht) Gesundheit) ist ein Gesundheitsunternehmen in Portugal, das vor allem als Betreiber von Privatkliniken bekannt ist. Das Unternehmen hat seinen Sitz in Lissabon und beschäftigt in seinen landesweit über 30 Einrichtungen 13.666 Mitarbeiter, davon 60 % Frauen (Stand 2023). Es steigerte seinen Umsatz von 599,1 Mio. Euro im Jahr 2022 auf
666,9 Mio. Euro im Jahr 2023, mit einem Jahresüberschuss von 31,3 Mio. Euro.

## Name
Bis 2014 hieß das Unternehmen Espírito Santo Saúde. Sein heutiger Name ist seinem wichtigsten Haus entlehnt, dem Krankenhaus Hospital da Luz Lisboa, das seinerseits seinen Namen vom nahen Viertel rund um den Platz Largo da Luz und die namensgebende Kirche Igreja de Nossa Senhora da Luz in der Lissabonner Stadtgemeinde São Domingos de Benfica hat.

## Geschichte

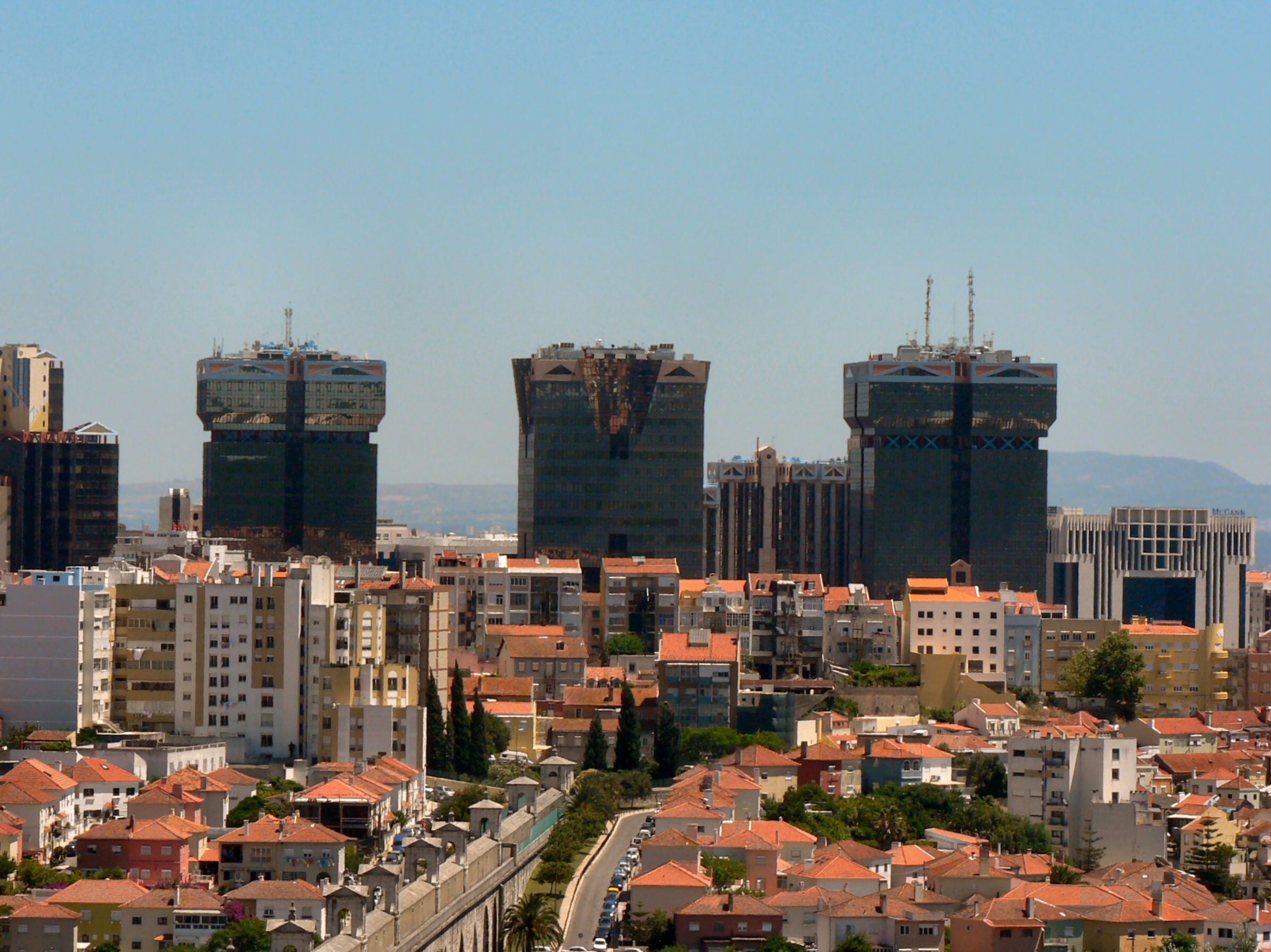
Die Torres das Amoreiras in Lissabon beherbergen auch die Hauptverwaltung von Luz Saúde.

Im Jahr 2000 gründete die Espírito-Santo-Gruppe um die Privatbank Banco Espírito Santo das Gesundheitsunternehmen Espírito Santo Saúde und erwarb ihre ersten beiden privaten Krankenhäuser in Aveiro und Vila Nova de Gaia. In den folgenden Jahren erwarb das Unternehmen weitere Krankenhäuser, Pflegeheime und andere Einrichtungen im Land, ganz oder anteilig, und baute auch einige neue Häuser selbst. 2007 wurde das Unternehmen für die Gestaltung des Hospital da Luz in Lissabon mit dem Prémio Valmor, dem wichtigsten Architekturpreis des Landes ausgezeichnet.
In Folge des Zusammenbruchs der Banco Espírito Santo ging das Unternehmen im Februar 2014 an die Börse und war damit das erste private Unternehmen in Portugal aus dem Gesundheitssektor an der Euronext in Lissabon. Das Versicherungsunternehmen Fidelidade erwarb im Oktober des gleichen Jahres 96 % der Anteile und das Unternehmen erhielt seinen heutigen Namen. Es folgten weitere Übernahmen und Erweiterungen eigener Häuser und Einrichtungen überall im Land, inklusive der Autonomen Region Madeira.
Gleich zu Beginn der COVID-19-Pandemie in Portugal war Luz Saúde über das Tochterunternehmen GLSMED Trade S.A. mit etwa 38 Mio. Umsatz der wichtigste Einzellieferant von Medizinprodukten für staatliche Stellen. Allein die zuständige Behörde DGS (Direção-Geral da Saúde, die wichtigste Abteilung des Umweltministeriums Portugals) überwies der Luz Saúde vom Frühjahr bis zum Herbst 2020 über 32 Mio. Euro für Bestellungen.
2021 wurde mit dem Lissabonner Hospital da Luz im Jahr 2021 ein Haus der Luz Saúde das erste private Universitätsklinikum im Land. Danach erfolgten weitere Erweiterungen bestehender Häuser und Neuerwerbungen.
Der Haupteigentümer Fidelidade, der vom chinesischen Fosun-Konzern kontrolliert wird, setzte den geplanten erneuten Börsengang von Luz Saúde im April 2024 aus und begründete dies mit dem unsicheren Finanzmarkt angesichts Nahostkonflikt, Ukrainekrieg und anderen Krisen.

## Standorte

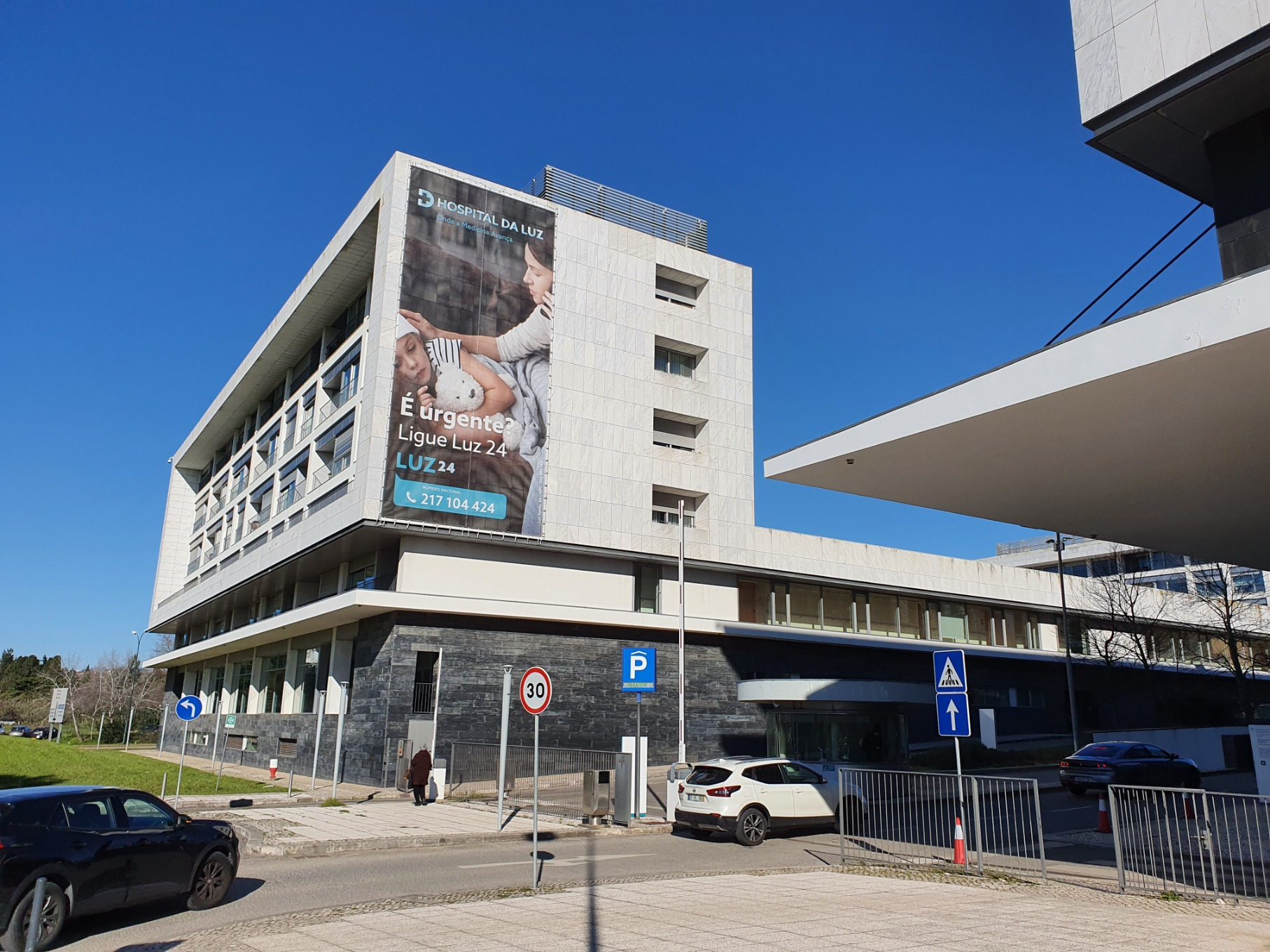
Das Hospital da Luz in Lissabon, das bedeutendste Krankenhaus des Unternehmens.

Das Unternehmen führt allein oder mit anderen eine Reihe Krankenhäuser, Pflegeheime, Radiologien, Versorgungszentren und weitere Einrichtungen in Kontinentalportugal und der Autonomen Region Madeira, bisher jedoch noch nicht in der Autonomen Region Azoren (Stand Juli 2024).
Seine der Allgemeinheit offen stehenden eigenen Einrichtungen führt Luz Saúde unter drei Marken:
- Hospital da Luz, für 14 stationäre Krankenhäuser (Hospitais) und 14 ambulante Versorgungszentren oder Polikliniken (Hospitais Clínicas)
- Hospital do Mar (dem Hospital da Luz Lisboa angeschlossen), für besondere Stationen (Reha, Neurostimulation, Palliativmedizin, Geriatrie, chronische Krankheiten)
- Casas da Cidade Residências Sénior, Seniorenresidenzen (bisher nur ein Haus, dem Hospital da Luz Lisboa angeschlossen, Stand Juli 2024)

Daneben unterhält Luz Saúde Beteiligungen und weitere eigene Unternehmen, insbesondere die 2015 gegründete Firma GLSMED Trade S.A., die Medizinprodukte und Geräte vertreibt, oder auch die Weiterbildungseinrichtung Hospital da Luz Learning Health.
Folgende Krankenhäuser betreibt das Unternehmen (Stand Juli 2024):
- Hospital da Luz Clínica de Águeda, Águeda
- Hospital da Luz Clínica da Amadora, Amadora (Großraum Lissabon, dem Hospital da Luz Lisboa untergliedert)
- Hospital da Luz Clínica de Amarante, Amarante
- Hospital da Luz Arrábida, Vila Nova de Gaia
- Hospital da Luz Aveiro, Aveiro
- Hospital da Luz Clínica do Caniço, Caniço
- Hospital da Luz Clínica de Cantanhede, Cantanhede
- Hospital da Luz Clínica de Cerveira, Vila Nova de Cerveira
- Hospital da Luz Coimbra, Coimbra
- Hospital da Luz Clínica da Covilhã, Covilhã
- Hospital da Misericórdia de Évora, Évora
- Hospital da Luz Clínica da Figueira da Foz, Figueira da Foz
- Hospital da Luz Funchal, Funchal
- Hospital da Luz Guimarães, Guimarães
- Hospital da Luz Lisboa, Lissabon, mit den drei untergliederten Häusern Amadora, Odivelas und Torres das Amoreiras
- Hospital da Luz Clínica Luísa Todi, Setúbal
- Hospital da Luz Clínica de Odivelas, Odivelas (Großraum Lissabon, dem Hospital da Luz Lisboa untergliedert)
- Hospital da Luz Oeiras, Oeiras
- Hospital da Luz Oiã, Oiã bei Aveiro
- Hospital da Luz Clínica de Pombal, Pombal
- Hospital da Luz Clínica do Porto, Porto
- Hospital da Luz Póvoa de Varzim, Póvoa de Varzim
- Hospital da Luz Clínica Santa Maria da Feira, Santa Maria da Feira
- Hospital da Luz Setúbal, Setúbal
- Hospital da Luz Clínica da Solum, Coimbra
- Hospital da Luz Torres de Lisboa (gelegentlich auch Hospital da Luz Torres das Amoreiras, dem Hospital da Luz Lisboa untergliedert)
- Hospital da Luz Vila Real, Vila Real